# Kanton Saint-Lô-Ouest
Saint-Lô-Ouest is een kanton van het Franse departement Manche. Het kanton maakt deel uit van het arrondissement Saint-Lô.

## Gemeenten
Het kanton Saint-Lô-Ouest omvat de volgende gemeenten:
- Agneaux
- Le Mesnil-Rouxelin
- Rampan
- Saint-Georges-Montcocq
- Saint-Lô (deels, hoofdplaats)